# Alice Dixon Le Plongeon
Alice Dixon Le Plongeon, né le 21 décembre 1851 à Londres et morte le 8 juin 1910 à Brooklyn, est une photographe, archéologue, voyageuse et auteure britannique. 
Avec son mari Augustus Le Plongeon, elle vit et travaille pendant onze ans dans la péninsule du Yucatan et en Mésoamérique, photographiant et étudiant des sites archéologiques mayas précolombiens à une époque où l'origine et l'histoire de cette culture sont encore obscures et peu connues.

## Biographie
Alice Dixon réalise avec Augustus Le Plongeon les premiers travaux photographiques sur des sites comme Chichén Itzá et Uxmal. Le couple développe des théories spéculatives et fantaisistes concernant l'origine des Mayas et leur influence sur l'évolution de la civilisation ; notamment celle que les Mayas auraient été à l'origine de la civilisation égyptienne. Ces idées, aujourd'hui totalement discréditées, ont eu une certaine adhésion lorsqu'elles ont été énoncées par le couple et ont contribué à l'émergence d'un courant de pensée de nature ésotérique que l'on appelle aujourd'hui le mayanisme. Ils avancent que les anciens Mayas avaient été à Mu, le continent perdu, en Atlantide, chez les Égyptiens et que Jésus de Nazareth parlait la langue maya et avait été influencé par eux.
Malgré leurs théories aujourd'hui rejetées, leur travail constitue une source inestimable de matériel photographique des ruines archéologiques et des glyphes d'écriture maya, avant que nombre d'entre eux aient été endommagés par l'érosion et les pillages,.
Alixe Dixon s'intéresse également au spiritisme, à la franc-maçonnerie et au mouvement rosicrucien. Elle est active au sein de la Société théosophique. Elle a pour amie Annie Besant.
Elle écrit un poème épique A Dream of Atlantis (1909-1911) qui est publié dans la revue The Word Magazine, spécialisée dans les questions théosophiques. 